# Lijst van spelers van KV Oostende
Deze lijst omvat voetballers die bij de ploeg KV Oostende spelen of gespeeld hebben. De spelers zijn gerangschikt volgens alfabet. Wanneer een speler gehuurd werd staat dit aangeduid met een asterisk achter het desbetreffende jaartal.

## A
- Hans Aabech (1977-1979)
- David Aabech (1999-2000)
- Sam Aabech (1999-2000)
- Joseph Akpala (2015-2018) (2019 -2020)
- Alessandro Albanese (2022-heden)
- Alfons Amade (2021-heden)
- Thierry Ambrose (2021-heden)
- Kevin Amond (2005-2008)
- Fabien Antunes (2015-2017)
- Ante Aračić (2003-2004)
- David Atanga (2021-heden)

## B
- Ibrahima Sory Bah (2017-2019)
- Kevin Baert (2011-2013)
- Emmanuel Banda (2017-2020)
- Thomas Basila (2021-heden)
- Jelle Bataille (2006-2011) (2013-2021)
- Guy Bates (2006-2007)
- Nick Bätzner (2020-heden)
- Ricky Begeyn (2006-2008)
- Franck Berrier (2013-2018)
- Mohamed Berte (2019-heden)
- Cédric Berthelin (2013-2014)
- Yasar Beytullah (2006*)
- Wouter Biebauw (2015-2016)
- Mickaël Biron (2021-heden)
- Aleksandar Bjelica (2017-2019)
- Ante Blažević (2014-2016)
- Indy Boonen (2018-heden)
- Mathias Bossaerts (2016-2018)
- Christian Bouckenooghe (2001-2002)
- Steven Bozinovski (2004-2005)
- Sylvio Breleur (2010-2011)
- Frédéric Brillant (2011-2012, 2013-2016)
- Yohan Brouckaert (2011-2014)
- Andrew Bultijnck (2005-2007)
- Rocky Bushiri (2014-2019)
- Kyliaan Butsraen (2010-2011)

## C
- Fernando Canesin Matos (2013-2014*) (2014-2019)
- Brecht Capon (2015-heden)
- Antonio Caramazza (2007-2008)
- Bram Castro (2020-2021)
- Julien Chendri (2008-2010)
- Jean Chopin (2014-2017)
- Nico Claesen (1994-1996)
- George Colonnette (2005-2007)
- Ibrahima Conté (2016-2019)
- Sander Coopman (2018-2019)
- Nick Coppin (2001-2009)
- Mathieu Cornet (2015-2016)
- Tom Coudeville (2004-2008)
- Elimane Coulibaly (2014-2016)
- Tidiany Coulibaly (2005-2006)
- Niels Coussement (1997-2016)
- Bob Cousin (2009-2016)
- David Crv (2003-2004)
- Wim Cuffez (1990-1999)
- Gohi Bi Cyriac (2015-2017)

## D
- Maxime D'Arpino (2020-heden)
- Robbie D'haese (2005-2010) (2013-heden)
- Rubin Dantschotter (2011*)
- Laurent Dauwe (1999)
- Thomas De Bie (2017-2019)
- Laurens De Bock (2018-2019*)
- Glenn Decaesstecker (2005-2006)
- Olivier De Cock (2010)
- Nick De Groote (2006-2008)
- Giovanni Dekeyser (2005-2006)
- Yannick Dekeyser (2005-2009)
- Christophe De Loore (2012-2013)
- Gregory Delwarte (2009-2011)
- Sam De Munter (2011-2012)
- Laurent Depoitre (2012-2013)
- Nicolas de Préville (2016-2017)
- Guillaume Dequaire (2012-2013)
- Xavier Deschagt (2009-2010)
- Niels De Schutter (2012-2016)
- Tom De Sutter (2019)
- Denis Dessaer (2013-2014)
- Kenny De Vuyst (1998-1999)
- Marvin Dewaele (2020-2021)
- Sieben Dewaele (2021-heden)
- Bjorn De Wilde (2005*)
- Jimmy De Wulf (2008-2009)
- Ibrahima Diallo (2010-2011)
- Dwayne Dildick (2009-2010)
- Frédéric Dindeleux (2008-2009)
- Nany Landry Dimata (2016-2017)
- Mahamadou Dissa (2011-2013)
- Serge Djamba-Shango (2004-2005*)
- Jérémy Dumesnil (2008-2009) (2010-2015)
- Kyle Duncan (2022-heden)
- William Dutoit (2017-2020)
- Ivica Džidić (2009-2010*)

## E
- Vincent Ehouman (2007-2008)
- Yassine El Ghanassy (2016-2017)
- Achraf Essikal (2011-2012)

## F
- Wout Faes (2018-2020)
- Rudison Ferreira (2008-2009*)
- Gregory Ferreira Lino (2010-2011)
- Thierry Flies (1998-1999)
- Thomas Foket (2013-2014*)
- Steven Fortes (2021-2022*)

## G
- Lionel Gendarmen (2012-2013)
- Julien Gibert (2005-2006)
- Saviour Godwin (2015-2016*)
- Laurent Gomez (2007-2009)
- Bruno Godeau (2016-2017)
- Wilfried Grandisson (2008-2009)
- Adam Griffiths (2004-2005)
- Marc-Eric Guei (2008-2009)
- Daby Gueye (2011-2012)
- Makhtar Gueye (2020-heden)
- Sidrit Guri (2018-2021)

## H
- Dimitri Habran (2004-2005)
- Remco Heerkens (2005-2006)
- Michael Helegbe (2009-2010)
- Jimmy Hempte (2013-2015)
- Jack Hendry (2020-2021)
- Andrew Hjulsager (2019-2021)
- Carl Hoefkens (2014-2015)
- Samy Houri (2009-2011)
- Guillaume Hubert (2020-heden)

## I
- Gabriel Iribarren (2009)

## J
- Frederik Jäkel (2020-heden)
- Andile Jali (2014-2018)
- Eric Joly (2005)
- Michiel Jonckheere (2011-2020)
- Thijs Jonckheere (2010-2012)
- Rico Jordi (2009-2012)
- Juninho (2004-2005)

## K
- Antoine Kabemba-Mukala (1998-1999)
- Georgios Kaminiaris (2012-2014)
- Mohamed Kanu (1996-1998)
- Yasin Karaca (2004-2005)
- Xavier Kerckhove (2008-2010)
- Vincent Koziello (2021-heden)
- Nicaise Mulopo Kudimbana (2012-2014)
- Erdinc Kurtulus (2006-2007)
- Garret Kusch (1997-1998)
- Marko Kvasina (2020-heden)

## L
- James Lahousse (2009-2011)
- Thor Laleman (2008-2011)
- Sydney Lammens (2006-2007)
- Jurgen Landuyt (2002-2006)
- Alexandre Laurentié (2010-2011)
- Christophe Lauwers (2003-2004)
- Alexandre Lecompte (2003-2004)
- Philippe Liard (2008-2010)
- Sébastien Locigno (2015-2017)
- Yannick Loemba 2016-2017*
- Lionel Lord (2006-2008)
- Xavier Luissint (2008-2016)
- Jordan Lukaku (2013-2016)
- Roger Lukaku (1998-1999)
- Nicolas Lombaerts (2017-2020)

## M
- Daniel Maes (1993-1996)
- Frank Magerman (1999-2001) (2002-2003)
- Ricardo Magro (2005-2006)
- Bureima Maiga (2007-2008)
- Mehdi Makhloufi (2003-2004)
- Francesco Marino (2004-2005)
- Gertjan Martens (2010-2012) (2012-2013*) (2013-2015)
- Adam Marusic (2016-2017)
- François Marquet (2018-2021)
- Jan Masureel (2007-2008*)
- Aurélien Mazel (2006-2007)
- Cameron McGeehan (2020-heden)
- Zech Medley (2021-heden)
- Harold Meyssen (2006-2008)
- Antonio Milić (2014-2018)
- Milenko Milošević (2008*)
- Goran Milović (2018-2020)
- Vladislav Mirchev (2011)
- Jean-Jacques Missé-Missé (2002-2003)
- Mohamed Mohyeldin (2010-2011)
- Vladislav Mirchev (2011)
- Benjamin Mokulu (2008-2010)
- Wouter Moreels (2012-2014)
- Robin Muller van Moppes (2006-2008)
- Nyasha Mushekwi  (2013-2014)
- Knowledge Musona (2015-2018)

## N
- Bojan Nastić (2019*)
- Logan Ndenbe (2017-2020)
- Théo Ndicka (2020-heden)
- Adama Niane (2020*)
- Renato Neto (2019-2020)
- Aristote Nkaka (2018-2019)
- Amin Nouri (2019*)
- Marco Nys (2004-2005)

## O
- Paul Okon (2004-2005)
- Fabrice Ondoa (2018-2020)
- Manuel Osifo (2011-heden)
- Mike Origi (1992-1996)
- Edwin Ouon (2006*)
- Didier Ovono (2013-2017)
- Hasan Özkan (2017-2020)

## P
- Ante Palaversa (2019-2020*)
- Evangelos Patoulidis (2020-heden)
- Kevin Pecqueux (2007-2010)
- Nicklas Pedersen (2016-2017)
- Marko Petrovic (2000-2003)
- Nils Pierre (2012-2015)
- Maxim Pieters (2008-2009)
- Terence Pinto (2011-2012)
- Rudy Poorteman (1991-1993)
- Anthony Portier (1994-2006)
- Ronny Prins (1997-1999)
- Silvio Proto (2016-2017)
- Tim Pylyser (2008-2010)

## Q
- Peter Quintelier (1994-1996)

## R
- Nicolas Rajsel (2017-2020)
- Edin Ramcic (2002-2004)
- Ramin Rezaeian (2017-2018)
- David Rozehnal (2015-2018)
- John Jairo Ruiz (2014-2015*)
- Bjorn Ruytinx (2014-2016)

## S
- Tatsuhiro Sakamoto (2022*)
- Amadou Sagna (2020*)
- Rudy Saintini (2010-2011)
- Fashion Sakala (2018-2021)
- Bassalia Sakanoko (2006-2007*)
- Yaya Sané (2019-2020)
- Khalifa Sankaré (2008-2009)
- Bubacarr Sanneh (2020*)
- Brandon Santalab  (2004-2005)
- Kenny Rocha Santos (2021-heden)
- Jordy Schelfhout (2017-heden)
- Kjell Scherpen (2022*)
- Baptiste Schmisser (2012-2016)
- Alvin Segbia (2015-2017)
- Suleiman Shabi (2009-2010)
- Sébastien Siani (2013-2018)
- Toby Sibbick (2020*)
- Jurgen Sierens (2000-20003) (2011-2012)
- Giovanni Franco Simoes (2011-2013)
- Ari Freyr Skúlason (2019-2021)
- Peter Sladek (2013-2014)
- Björn Smits (1997-1999)
- Yves Soudan (1994-1996)
- Sébastien Stassin (2005-2008)
- Frédéric Stilmant (2004-2005)
- Branimir Subasic (2002-2003)
- Jochen Sucaet (2008-2010)

## T
- Muhamed Tahiri (2014-2017)
- Anton Tanghe (2019-heden)
- Arthur Theate (2020-2021)
- Stefaan Thieren (1998-2007)
- Ode Thompson (2004-2005)
- Žarko Tomašević (2016-2019)
- Mike Toth (2006-2007)

## U
- Osaze Urhoghide (2022*)

## V
- Jamaïque Vandamme (2011-2013)
- Brian Vandenberghe (2003-2011)
- Kévin Vandendriessche (2015-2021)
- Wouter Vandendriessche (2007-2009)
- Kris Van De Putte (1997-1999)
- Frederik Vanderbiest (2009-2001)
- Siebe Van der Heyden (2017-2019)
- Victor Van De Wiele (2016-2018)
- Mike Vanhamel (2017-2018)
- Steven Van Herreweghe (2002-2005)
- Jorben Vanhulle (2018-2021)
- Tom Van Imschoot (2013-2015)
- Jordi Vanlerberghe (2018-2019*)
- Dylan Vanneste (2012-2013)
- Denis Vanraefelghem  (2010-2012)
- Kristoff Van Robays (2004-2005)
- Johan Van Rumst (2003-2005)
- Lander Van Steenbrugghe (2011-2013)
- Ronald Vargas (2019-2021)
- Adam Vass (2013-2014)
- Yoshi Verbrugge (2014-2016)
- Justin Verlinden (2014-2017)
- Jo Vermast (2003-2005)
- Louis Verstraete (2020*)
- Fede Vico (2014*)
- Bjorn Vleminckx  (2005-2006*)

## W
- Lars Wallaeys (1990-2012)
- Bryan Willems (2015-2016)
- Jonathan Wilmet (2013-2015)
- Dieter Wittesaele (2009-2010)
- Siebe Wylin (2019-heden)

## Z
- Richairo Živković (2017-2019)
- Francois Zoko (2010)
- Zéphirin Zoko (2004-2005)